# 名古屋市立大手小学校
名古屋市立大手小学校（なごやしりつ おおてしょうがっこう）は、名古屋市港区大手町にある公立小学校。

## 歴史
1936年（昭和11年）1月15日、名古屋市立西築地小学校より分離して設立された。同時に十一屋の分教場を西築地小より引き継ぎ、大手小の分教場とした。この分教場については、1940年（昭和15年）3月29日に港西尋常小学校として独立している。
戦時中には4年生以上の児童約130人が集団疎開を行った。また、1945年（昭和20年）5月17日の名古屋大空襲で学校は焼失したため、学区の池鯉鮒神社において授業することになった。

### 児童数の変遷
『愛知県小中学校誌』（2018年）によると、児童数の変遷は以下の通りである。
| 1947年（昭和22年） | 715人  |  |
| 1957年（昭和32年） | 1412人 |  |
| 1967年（昭和42年） | 1102人 |  |
| 1977年（昭和52年） | 1147人 |  |
| 1987年（昭和62年） | 710人  |  |
| 1997年（平成9年）  | 455人  |  |
| 2007年（平成19年） | 606人  |  |
| 2017年（平成29年） | 470人  |  |

## 通学区域
所管する名古屋市教育委員会は、2018年（平成30年）9月1日現在、港区のうち、熱田前新田字いろは・いろは町・遠若町・大手町・幸町・魁町・佐野町・品川町・砂美町・築盛町・築三町・築地町・中川本町・中之島通・名四町を通学区域として指定している。
また、卒業後の進学先は名古屋市立港南中学校となっている。

## 交通アクセス
名古屋市営バス大手橋停留所が最寄りバス停である。

## 著名な出身者
- 森博人（プロ野球選手）